# Zillingdorf
Zillingdorf osztrák mezőváros Alsó-Ausztria Bécsújhelyvidéki járásában. 2020 januárjában 2063 lakosa volt. 

## Elhelyezkedése

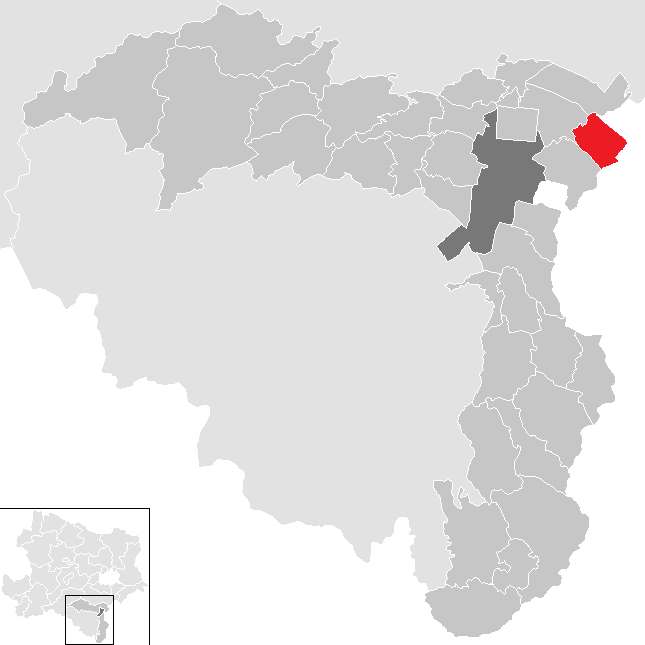
Zillingdorf a Bécsújhelyvidéki járásban

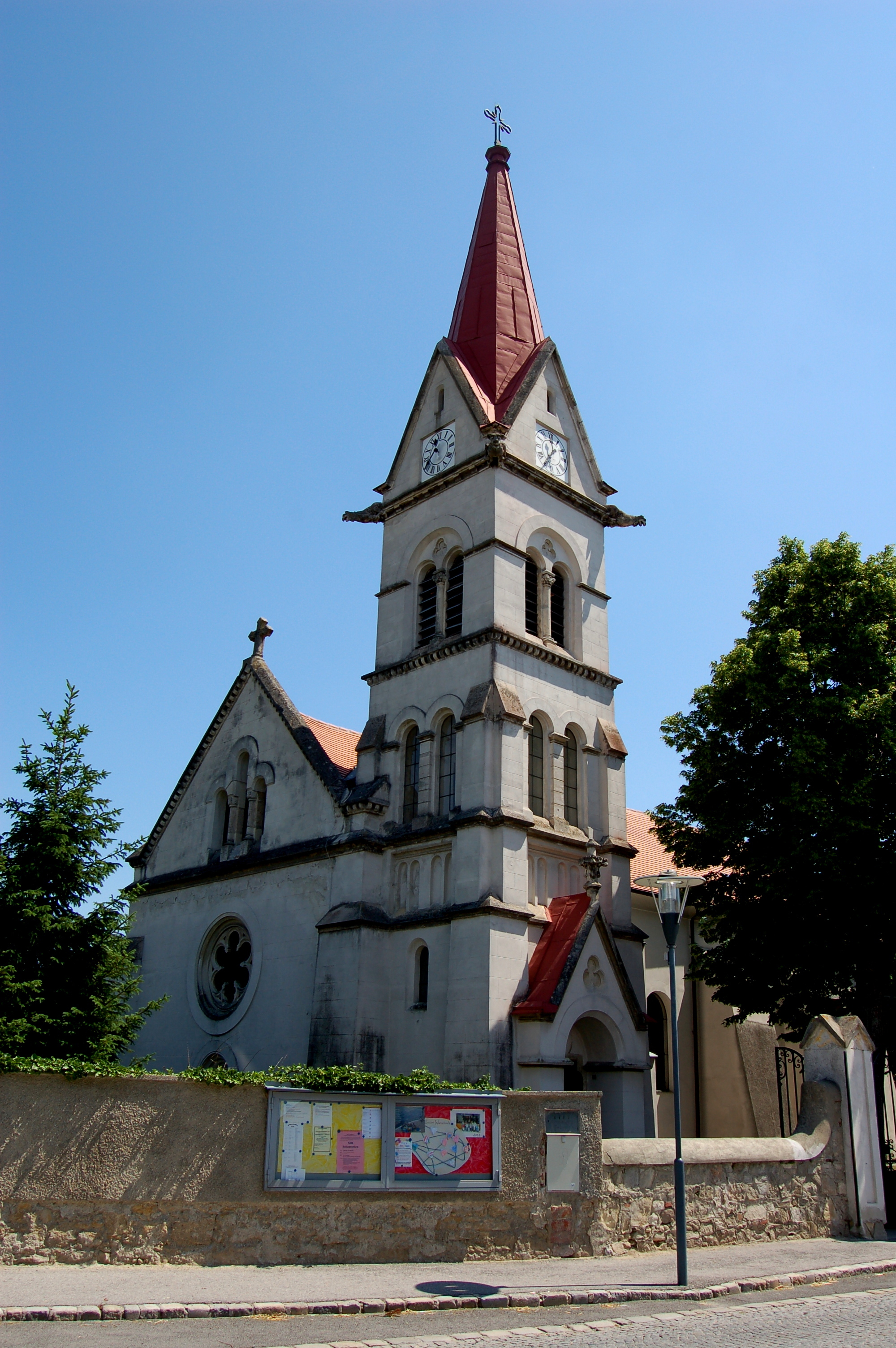
A Szt. György-plébániatemplom

Zillingdorf a tartomány Industrieviertel régiójában fekszik a Bécsi-medence délkeleti peremén, a Lajta mentén. Területének 4,3%-a erdő, 83,9% áll mezőgazdasági művelés alatt. Legmagasabb pontja 278 méterrel emelkedik a tengerszint fölé. Az önkormányzat két településrészt és falut egyesít: Zillingdorf (1233 lakos 2020-ban) és Zillingdorf-Bergwerk (830 lakos).
A környező önkormányzatok: délnyugatra Lichtenwörth, északnyugatra Eggendorf, északra Ebenfurth, északkeletre Lajtaújfalu, keletre Büdöskút, délkeletre Völgyfalva, délre Pecsenyéd (utóbbi négy Burgenlandban).

## Története
Zillingdorf területe a bronzkorban már lakott volt; erről tanúskodnak a gáta-wieselburgi kultúrához tartozó sírok. A római időkben a régészeti leletek alapján kis település állhatott a mai városközpont helyén. A régió az avar korban is szórványosan lakott volt, de a magyar honfoglalás után a gyepűvidékhez tartozott és teljesen kiürítették. A 13. században a határvidéken jelentős betelepítések történtek mindkét oldalon, ekkor alapították a közeli Bécsújhelyet is. Feltehetően ekkoriban alapíthatta német telepesekkel a Lajtától keletre fekvő Zillingdorfot a Kőszegiek alá tartozó Nagymartoni-Fraknói család, amelynek a határ mindkét oldalán voltak birtokai. A település templomát 1300 körül építhették. Első írásos említése 1342-ből való, amikor Nagymartoni Pál és sógornője, Margit megvásárolta a birtokot. A pénzügyi nehézségekkel küzdő család 1400 körül elzálogosította a formálisan még mindig Magyarországhoz tartozó falut, amelyet 1404-ben a gazdag Puchheim grófok vásároltak meg. A Puchheimek jó viszonyban voltak László osztrák herceggel (később magyar királlyal), aki Zillingdorfnak adómentességet és mezővárosi jogokat adott. Az osztrák-magyar viszonyok között lavírozó grófok azonban kegyvesztetté váltak a Mátyás királlyal háborúzó III. Frigyes idején és Mátyás halála után, 1491-ben a császár hűtlenség címén elkobozta tőlük a mezővárost. A Frigyes és II. Ulászló által kötött pozsonyi béke a császár kezén hagyta Zillingdorfot, amely így átkerült Ausztriához. Frigyes a bécsújhelyi székesegyház káptalanjának adományozta a birtokot, amely azonban egyházi szempontból megmaradt a győri püspökségben.   
A következő két évszázad sok szenvedést hozott a mezővárosnak. 1529-ben és 1532-ben a Bécset, illetve Kőszeget ostromló törökök fosztották ki, 1605-ben a lázadó Bocskai István hajdúi égették fel és pusztították el a templomát. Bécs 1683-as ostromakor ismét a törökök rabolták ki, gyújtották fel és hurcolták el lakóit rabszolgának. Két évtizeddel később Rákóczi kurucai fosztották ki a határmenti települést. 
1785-ben II. József rendezte Zillingdorf egyházjogi helyzetét: a káptalan birtokait az állam vette át, a mezőváros egyházközségét pedig áthelyezték a győri püspökségtől a bécsi érsekséghez. A napóleoni háborúk alatt a franciák kétszer (1805-ben és 1809-ben) szállták meg Zillingdorfot. 
Az 1848-as forradalom után megszűnt a feudális birtokszerkezet és megalakulhatott a mezővárosi önkormányzat. Önkéntes tűzoltóegylet, fúvószenekar alakult és 1873-ban egy bécsi karitatív szervezet árvaházat létesített a településen. A 19. században külszíni fejtéssel lignitet kezdtek bányászni, amelyet az ebenfurthi erőműbe szállítottak. A bányászat csúcspontját az 1920-as években ért el, amikor mintegy ezer embert foglalkoztatott, de a bánya a nagy gazdasági világválságban csődbe jutott; helyén ma két, fürdőzésre használt tó található. Az első és második világháború számos áldozatot követelt a település lakói közül. A Bécsújhelyet támadó szövetséges légicsapások idején bombázták a mezővárost is, amely a háború végén, egészen 1955-ig szovjet megszállás alá került. 

## Lakosság

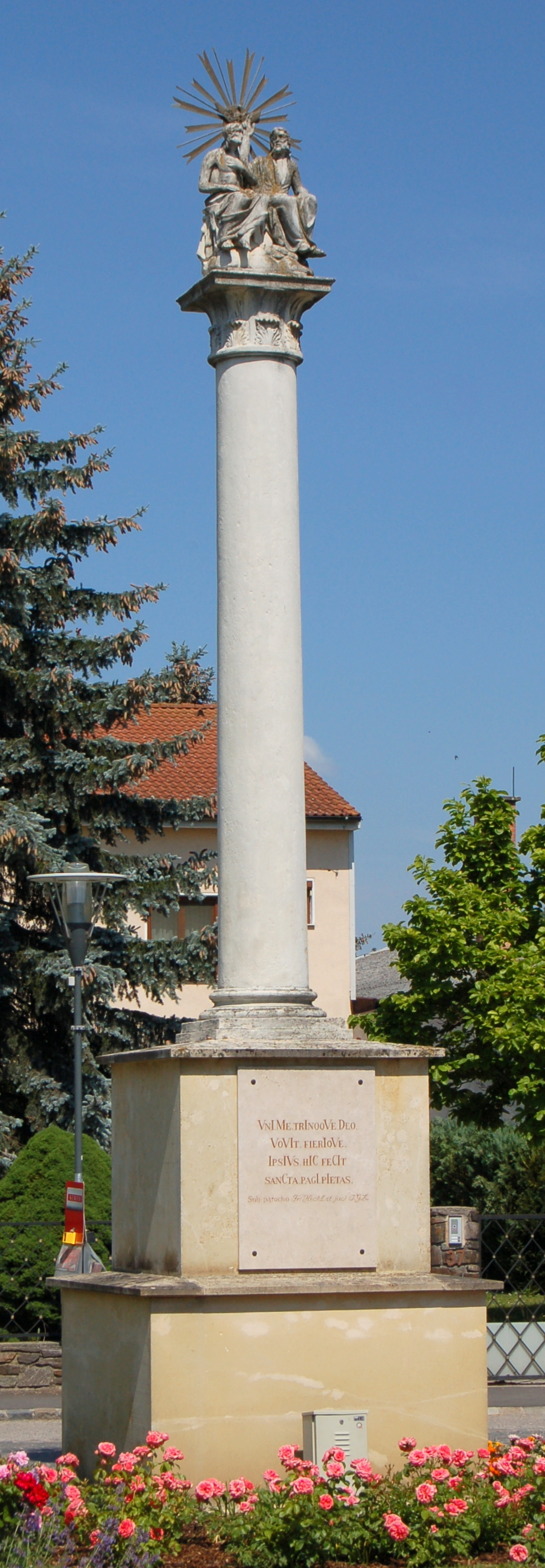
A Szentháromság-oszlop

A zillingdorfi önkormányzat területén 2020 januárjában 2063 fő élt. A lakosságszám 1991 óta gyarapodó tendenciát mutat. 2018-ban az ittlakók 92,9%-a volt osztrák állampolgár; a külföldiek közül 0,7% a régi (2004 előtti), 3,6% az új EU-tagállamokból érkezett. 2,4% a volt Jugoszlávia (Szlovénia és Horvátország nélkül) vagy Törökország, 0,4% egyéb országok polgára volt. 2001-ben a lakosok 78,1%-a római katolikusnak, 4,1% evangélikusnak, 1,8% mohamedánnak, 14,9% pedig felekezeten kívülinek vallotta magát. Ugyanekkor 16 magyar élt a mezővárosban; a legnagyobb nemzetiségi csoportot a német (93,9%) mellett a horvátok alkották 2,4%-kal. 
A népesség változása:

| 2016 | 2 034 |
| 2018 | 2 030 |

## Látnivalók
- a Szt. György-plébániatemplom
- az 1841-ben emelt Szentháromság-oszlop

## Fordítás
- Ez a szócikk részben vagy egészben  a   Zillingdorf című német Wikipédia-szócikk ezen változatának fordításán alapul.  Az eredeti cikk szerkesztőit annak laptörténete sorolja fel. Ez a jelzés csupán a megfogalmazás eredetét és a szerzői jogokat jelzi, nem szolgál a cikkben szereplő információk forrásmegjelöléseként.